# Gisèle-Agnès d'Anhalt-Köthen
Gisèle Agnès d'Anhalt-Köthen (21 septembre 1722, Köthen - 20 avril 1751, Dessau) est une princesse d'Anhalt-Köthen par la naissance et par mariage princesse d'Anhalt-Dessau.

## Biographie
Gisèle Agnès est le seul enfant survivant du prince Léopold d'Anhalt-Köthen (1694-1728) de son premier mariage avec Frédérique-Henriette d'Anhalt-Bernbourg (1702-1723), fille du prince Charles-Frédéric d'Anhalt-Bernbourg.
Lorsque son père est décédé sans laisser d'héritier mâle, il est remplacé en tant que prince d'Anhalt-Köthen par son oncle Auguste-Louis d'Anhalt-Köthen. Cependant, Gisèle Agnès revendique son titre allodial et porte l'affaire devant la Chambre impériale. Le prince Jean-Auguste d'Anhalt-Zerbst obtenu une médiation et un compromis où Gisèle est indemnisée par une somme de 100000talers plus et une rente annuelle jusqu'à son mariage. Elle reçoit également de son père la collecte des armes et des pièces de monnaie et une autre de 32000talers pour la succession de Prosigk, Klepzig et Köthen.
Elle épouse le 25 mai 1737 à Bernbourg son cousin, le prince Léopold II d'Anhalt-Dessau (1700-1751). Le mariage est décrit comme très heureux. La mort de sa femme attriste Léopold II, qui a déjà une santé fragile, et il meurt huit mois plus tard. Elle est enterrée dans l'Église sainte-Marie, à Dessau.

## Descendance
De son mariage avec Léopold II, Gisèle Agnès a les enfants suivants:
- Léopold III d'Anhalt-Dessau (1740-1817), prince d'Anhalt-Dessau, marié en 1767, à la princesse Louise de Brandebourg-Schwedt (1750-1811)
- Louise (1742-1743)
- Henriette-Catherine-Agnès d'Anhalt-Dessau (1744-1799), mariée en 1779 avec le baron Jean Jost de Loën (1737-1803)
- Jean-Georges d'Anhalt-Dessau (1748-1811)
- Marie-Léopoldine d'Anhalt-Dessau (1749-1769), mariée en 1765 au prince Simon-Auguste de Lippe (1727-1782)
- Casimire d'Anhalt-Dessau (1749-1778), mariée en 1769, au prince Simon Auguste de Lippe-Detmold (1727-1782), veuf de sa sœur Maria Léopoldine
- Albert-Frédéric d'Anhalt-Dessau (1750-1811), marié en 1774, à la comtesse Henriette de Lippe-Weissfeld (1753-1795)